# Skeleton-Nordamerikacup 2014/15
Der Skeleton-Nordamerikacup 2014/15 war eine von der Fédération Internationale de Bobsleigh et de Tobogganing (FIBT) veranstaltete Rennserie, die zum insgesamt fünfzehnten Mal (zum dritten Mal unter dem Namen Nordamerikacup) ausgetragen wurde und neben dem Intercontinentalcup und dem Europacup zum Unterbau des Weltcups gehört. Die Ergebnisse der acht Saisonrennen an drei Wettkampforten flossen in das FIBT-Skeleton-Ranking 2014/15 ein.

## Teilnahmequoten
Die Quotenplätze für die einzelnen nationalen Verbände wurden auf Grundlage des FIBT-Rankings aus der Vorsaison vergeben:
- Männer:
  - 4 Startplätze:  Vereinigte Staaten,  Kanada,  Brasilien,  Japan,  Südkorea
  - alle anderen Nationen aus Amerika, Asien und Ozeanien: 3 Startplätze
  - alle Nationen aus Europa und Afrika: 2 Startplätze
- Frauen:
  - 4 Startplätze:  Vereinigte Staaten,  Kanada,  Japan
  - alle anderen Nationen aus Amerika, Asien und Ozeanien: 3 Startplätze
  - alle Nationen aus Europa und Afrika: 2 Startplätze

## Männer

### Veranstaltungen
| Datum             | Ort       | Sieger         | Zweiter        | Dritter        |
| ----------------- | --------- | -------------- | -------------- | -------------- |
| 13. November 2014 | Park City | John Farrow    | Kevin Boyer    | Austin McCrary |
| 14. November 2014 | Park City | John Farrow    | Trent Kraychir | Kevin Boyer    |
| 21. November 2014 | Calgary   | John Farrow    | Trent Kraychir | Kevin Boyer    |
| 22. November 2014 | Calgary   | John Farrow    | Michael Rogals | Sean Greenwood |
| 16. Januar 2015   | Whistler  | Trent Kraychir | Austin McCrary | Alex Hanssen   |
| 17. Januar 2015   | Whistler  | Austin McCrary | West Sharkey   | Linus Ottosson |
| 24. Januar 2015   | Calgary   | Michael Rogals | Alex Hanssen   | Trent Kraychir |
| 25. Januar 2015   | Calgary   | Michael Rogals | Trent Kraychir | John Worden    |

### Einzelwertung
Endstand nach 8 Rennen
| Platz | Sportler       | Land               | PAR 1 | PAR 2 | CAL 1 | CAL 2 | WHI 1 | WHI 2 | CAL 3 | CAL 4 | Punkte |
| ----- | -------------- | ------------------ | ----- | ----- | ----- | ----- | ----- | ----- | ----- | ----- | ------ |
| 01    | Trent Kraychir | Vereinigte Staaten | 4     | 2     | 2     | 5     | 1     | 9     | 3     | 2     | 454    |
| 02    | Michael Rogals | Vereinigte Staaten | 9     | 6     | 4     | 2     | –     | –     | 1     | 1     | 339    |
| 03    | Austin McCrary | Vereinigte Staaten | 3     | 4     | 6     | 11    | 2     | 1     | –     | –     | 315    |
| 04    | John Farrow    | Australien         | 1     | 1     | 1     | 1     | –     | –     | –     | –     | 300    |
| 05    | Alex Hanssen   | Kanada             | –     | –     | 5     | 7     | 3     | 8     | 2     | 4     | 289    |
| 06    | Taylor Purdy   | Kanada             | 12    | 12    | –     | –     | 4     | 7     | 5     | 5     | 234    |
| 07    | Kevin Boyer    | Kanada             | 2     | 3     | 3     | 4     | –     | –     | –     | –     | 225    |
| 08    | Kevin McGlade  | Vereinigte Staaten | –     | –     | –     | –     | 7     | 4     | 4     | 6     | 178    |
| 09    | West Sharkey   | Kanada             | –     | –     | –     | –     | 8     | 2     | 7     | 8     | 175    |
| 10    | Linus Ottosson | Schweden           | 10    | 8     | –     | –     | 5     | 3     | –     | –     | 168    |

## Frauen

### Veranstaltungen
| Datum             | Ort       | Siegerin         | Zweite           | Dritte           |
| ----------------- | --------- | ---------------- | ---------------- | ---------------- |
| 13. November 2014 | Park City | Jaclyn LaBerge   | Jaclyn Narracott | Morgan Tracey    |
| 14. November 2014 | Park City | Mirela Rahneva   | Jaclyn LaBerge   | Morgan Tracey    |
| 21. November 2014 | Calgary   | Madison Charney  | Lauren Salter    | Grace Dafoe      |
| 22. November 2014 | Calgary   | Mirela Rahneva   | Lauren Salter    | Jaclyn Narracott |
| 16. Januar 2015   | Whistler  | Samantha Culiver | Lauren Salter    | Grace Dafoe      |
| 17. Januar 2015   | Whistler  | Mirela Rahneva   | Lauren Salter    | Grace Dafoe      |
| 24. Januar 2015   | Calgary   | Grace Dafoe      | Mirela Rahneva   | Lauren Salter    |
| 25. Januar 2015   | Calgary   | Mirela Rahneva   | Caitlin Carter   | Lauren Salter    |

### Einzelwertung
Endstand nach 8 Rennen
| Platz | Sportlerin       | Land               | PAR 1 | PAR 2 | CAL 1 | CAL 2 | WHI 1 | WHI 2 | CAL 3 | CAL 4 | Punkte |
| ----- | ---------------- | ------------------ | ----- | ----- | ----- | ----- | ----- | ----- | ----- | ----- | ------ |
| 01    | Mirela Rahneva   | Kanada             | 6     | 1     | 8     | 1     | 4     | 1     | 2     | 1     | 436    |
| 02    | Lauren Salter    | Vereinigte Staaten | 4     | 5     | 2     | 2     | 2     | 2     | 3     | 3     | 411    |
| 03    | Grace Dafoe      | Kanada             | 10    | 10    | 3     | 4     | 3     | 3     | 1     | 4     | 350    |
| 04    | Caitlin Carter   | Vereinigte Staaten | 5     | 8     | 5     | 5     | 5     | 5     | 5     | 2     | 307    |
| 05    | Samantha Culiver | Vereinigte Staaten | 7     | 8     | 7     | 6     | 1     | 4     | 6     | 9     | 296    |
| 06    | Morgan Tracey    | Vereinigte Staaten | 3     | 3     | 9     | 8     | –     | –     | 4     | 5     | 275    |
| 07    | Jaclyn Narracott | Australien         | 2     | 4     | 4     | 3     | –     | –     | –     | –     | 220    |
| 08    | Tiana Broen      | Kanada             | 11    | 11    | 11    | 10    | –     | –     | 9     | 8     | 192    |
| 09    | Mun Ra-young     | Südkorea           | 9     | 7     | 6     | 7     | 6     | 6     | –     | –     | 166    |
| 10    | Katie Tannenbaum | Am. Jungferninseln | 8     | 6     | 10    | 9     | –     | –     | –     | –     | 142    |

## Anmerkung
1. 1 2  An den Rennen in Whistler nahmen nur sechs Athletinnen teil, sodass reduzierte Punkte vergeben wurden (siehe Punktesystem).